# Liste der Kulturdenkmale in Deersheim
In der Liste der Kulturdenkmale in Deersheim sind alle Kulturdenkmale in Deersheim, einem Ortsteil der Gemeinde Osterwieck (Landkreis Harz), aufgelistet. Grundlage ist das Denkmalverzeichnis des Landes Sachsen-Anhalt, das auf Basis des Denkmalschutzgesetzes des Landes Sachsen-Anhalt vom 21. Oktober 1991 durch das Landesamt für Denkmalpflege und Archäologie Sachsen-Anhalt erstellt und seither laufend ergänzt wurde (Stand: 24. Februar 2015).
Zurück zur Hauptliste

## Kulturdenkmale
| Lage                                   | Bezeichnung      | Beschreibung | Erfassungs- nummer | Ausweisungsart | Bild           |
| -------------------------------------- | ---------------- | --- | ------------------ | -------------- | -------------- |
| im „Großen Fallstein“ (Karte)          | Grenzstein       | | 094 01980          | Kleindenkmal   | BW             |
| Am Graben (Karte)                      | Feierhalle       | Trauerhalle auf dem Friedhof „Am Graben“ | 094 01973          | Denkmalbereich | Weitere Bilder |
| Am Graben 95 (Karte)                   | Altenheim        | | 094 01972          | Baudenkmal     | Weitere Bilder |
| Am Lindentor 22 (Karte)                | Bauernhof        | Am Lindentor 74 !, drei Gebäude, Ecke Am Graben / Am Lindentor | 094 01974          | Baudenkmal     | Bauernhof      |
| Am Lindentor 73 (Karte)                | Bauernhaus       | | 094 03142          | Baudenkmal     | Weitere Bilder |
| Am Zimmerplatz 44 (Karte)              | Schule           | | 094 01942          | Baudenkmal     | Weitere Bilder |
| Am Zimmerplatz 45 (Karte)              | Pfarrhof         | | 094 01946          | Baudenkmal     | Weitere Bilder |
| Am Zimmerplatz 47 (Karte)              | Soldatenhaus     | | 094 01941          | Baudenkmal     | Weitere Bilder |
| Badestock 15, 83 (Karte)               | Gutshof          | Hof Hochgräbe (Flur 3; Flurstücke 243 und 324 im Zentrum der Ortslage Deersheim nördlich des Edelhofes), vier Gebäude mit großem Innenhof, zwischen Badestock, Steinstraße und Speckstraße | 094 01950          | Baudenkmal     | Weitere Bilder |
| Badestock 84 (Karte)                   | Bauernhaus       | vier Gebäude Ecke Badestock / Am Lindentor | 094 01976          | Baudenkmal     | Weitere Bilder |
| Bergkeller 48 (Karte)                  | Schnitterkaserne | | 094 01970          | Baudenkmal     | Weitere Bilder |
| Bexheim (Karte)                        | Kirche           | Die Kirche St. Albanus befindet sich im Ortskern südlich des Edelhofes und der Kirche St. Peter und Paul.                                                                                  | 094 01936          | Baudenkmal     | Weitere Bilder |
| Bexheim 57 (Karte)                     | Bauernhof        | vermutlich Bextheim 60 ! | 094 01971          | Baudenkmal     | Weitere Bilder |
| Edelhof (Karte)                        | Park             | | 094 01963          | Baudenkmal     | Weitere Bilder |
| Edelhof 48 (Karte)                     | Edelhof          | Gustedt’scher Hof (Ortskern zwischen St. Peter und Paul sowie St. Albanus/Bexheim), 8 Gebäude zwischen Zimmerplatz, Neue Straße und Bergkeller                                             | 094 01937          | Baudenkmal     | Weitere Bilder |
| Försterei 48 (Karte)                   | Forsthaus        | | 094 01979          | Baudenkmal     | BW             |
| Hessener Landstraße (Karte)            | Grabkapelle      | Familiengruft der Familie von Gustedt | 094 01959          | Baudenkmal     | Weitere Bilder |
| Im Winkel 89 (Karte)                   | Bauernhaus       | | 094 01978          | Baudenkmal     | Weitere Bilder |
| Winkel 92 (Karte)                      | Bauernhaus       | Haupt- und Nebengebäude | 094 50056          | Baudenkmal     | Weitere Bilder |
| Im Winkel 94 (Karte)                   | Bauernhof        | 4-5 Gebäude im Winkel gebaut mit Innenhof | 094 01977          | Baudenkmal     | Weitere Bilder |
| Kirchstraße (Karte)                    | Kirche           | St. Peter und Paul | 094 02648          | Baudenkmal     | Weitere Bilder |
| Neue Straße                            | Schornstein      | | 094 01964          | Baudenkmal     |                |
| Seidenbeutel 7 (Karte)                 | Bauernhof        | | 094 01958          | Baudenkmal     | Weitere Bilder |
| Speckstraße 20 (Karte)                 | Bauernhaus       | | 094 01957          | Baudenkmal     | Weitere Bilder |
| Speckstraße 21 (Karte)                 | Tagelöhnerhaus   | | 094 01955          | Baudenkmal     | Weitere Bilder |
| Speckstraße 22 (Karte)                 | Rittergut        | Mutterhof | 094 01953          | Baudenkmal     | Weitere Bilder |
| Steinstraße 80 (Karte)                 | Witwensitz       | | 094 01934          | Baudenkmal     | Weitere Bilder |
| Steinstraße 80, 81, 82, 83, 84 (Karte) | Straßenzug       | | 094 01975          | Denkmalbereich | Weitere Bilder |
| Tannau 56 (Karte)                      | Forsthaus        | | 094 01962          | Baudenkmal     | Weitere Bilder |
| Tannau 57 (Karte)                      | Gutsarbeiterhaus | | 094 01960          | Denkmalbereich | Weitere Bilder |

- siehe auch: Liste der Kulturdenkmale in Osterwieck

## Legende
In den Spalten befinden sich folgende Informationen:
- Lage: Nennt den Straßennamen und wenn vorhanden die Hausnummer des Kulturdenkmals. Die Grundsortierung der Liste erfolgt nach dieser Adresse. Der Link „Karte“ führt zu verschiedenen Kartendarstellungen und nennt die geographischen Koordinaten.
Link zu einem Kartenansichtstool, um Koordinaten zu setzen. In der Kartenansicht sind Baudenkmale ohne Koordinaten mit einem roten bzw. orangen Marker dargestellt und können in der Karte gesetzt werden. Baudenkmale ohne Bild sind mit einem blauen bzw. roten Marker gekennzeichnet, Baudenkmale mit Bild mit einem grünen bzw. orangen Marker.
- Offizielle Bezeichnung: Nennt den Namen, die Bezeichnung oder zumindest die Art des Kulturdenkmals und verlinkt, soweit vorhanden, auf den Artikel zum Objekt.
- Beschreibung: Nennt bauliche und geschichtliche Einzelheiten des Kulturdenkmals, vorzugsweise die Denkmaleigenschaften.
- Erfassungsnummer: Für jedes Kulturdenkmal wird in Sachsen-Anhalt eine 20stellige Erfassungsnummer vergeben. Die letzten zwölf Ziffern werden für die Untergliederung nach Teilobjekten genutzt und werden nur angegeben, soweit vergeben. In dieser Spalte kann sich folgendes Icon  befinden, dies führt zu Angaben zu diesem Baudenkmal bei Wikidata.
- Ausweisungsart: Die Einordnung des Denkmales nach § 2 Abs. 2 DenkmSchG LSA
- Bild: Ein Bild des Denkmales, und gegebenenfalls einen Link zu weiteren Fotos des Kulturdenkmals im Medienarchiv Wikimedia Commons. Wenn man auf das Kamerasymbol klickt, können Fotos zu Kulturdenkmalen aus dieser Liste hochgeladen werden: